# Condado de Martin (Carolina do Norte)
O Condado de Martin é um dos 100 condados do Estado americano da Carolina do Norte. A sede do condado é Williamston, e sua maior cidade é Williamston. O condado possui uma área de 1 195 km² (dos quais 1 km² estão cobertos por água), uma população de 25 593 habitantes, e uma densidade populacional de 21 hab/km² (segundo o censo nacional de 2000). O condado foi fundado em 1774.